# Monti Wudang

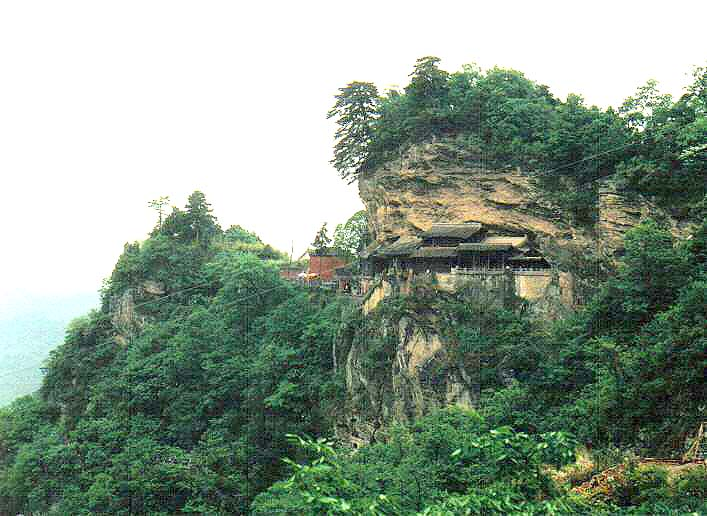
Uno dei templi taoisti dei monti Wudang

I Monti Wudang (in cinese: 武当山, Wǔdāng Shān), conosciuti anche col nome di Wu Tang Shan o semplicemente Wudang, sono una piccola catena montuosa che si trova nella provincia di Hubei, in Cina, poco a sud della città di Shiyan. Sono monti sacri e mete di pellegrinaggio per i fedeli taoisti e rappresentano una delle mete più rilevanti per il turismo cinese.
Queste montagne sono luoghi importanti sin dai tempi antichi per la presenza dei numerosi monasteri taoisti che vi si trovano, famosi come centri accademici di ricerca, insegnamento e pratica della meditazione, delle arti marziali cinesi, della medicina tradizionale cinese e delle pratiche e arti connesse all'agricoltura taoista. Già durante la dinastia Han le montagne attrassero l'attenzione dell'imperatore (fra il I e il III secolo). Durante la dinastia Tang (fra il 618 e il 907) venne costruito il primo tempio. Nel 1994 i templi delle montagne Wudang vennero inclusi nell'elenco dei Patrimoni dell'umanità dell'UNESCO.
Nel 1956 una grande quantità di statue antiche raffiguranti divinità e santi vennero fuse. Durante la rivoluzione culturale (1966 - 1976), con la quale venne attuata una capillare destituzione ed eliminazione delle religioni, i templi vennero svuotati, danneggiati, molti distrutti e dimenticati per decenni. Le attività religiose sono riprese di recente con il revival del Taoismo, alcuni templi, ricostruiti o restaurati, stanno tornando attivi e si stanno costituendo nuove comunità di monaci. Alcuni monasteri si sono organizzati in un'associazione, la Chiesa taoista dei monti Wudang. Nel giugno 2005 numerose comunità monastiche e maestri spirituali che si trasferirono in Taiwan per sfuggire alle persecuzioni sono stati autorizzati a fare ritorno presso i templi.
Fra gli edifici, costruiti ed ampliati soprattutto durante la dinastia Ming, si trovano costruzioni risalenti al VII secolo. Il complesso templare ha una grande valenza artistica, in quanto esprime l'apogeo raggiunto dall'arte e architettura cinese in un periodo di circa 1.000 anni.